# John Greenleaf Whittier
John Greenleaf Whittier (Haverhill, 17 dicembre 1807 – Hampton Falls, 7 settembre 1892) è stato un poeta e giornalista statunitense.

## Biografia
Da giovane si fece già notare per la sua attività giornalistica e appena ventiquattrenne pubblicò il suo primo libro di poesie Legends of New England (Leggende del New England, 1831).
Ricordato a lungo per un suo pamphlet contro la schiavitù: Justice and Expediency del 1833, che divenne il punto centrale della sua attività giornalistica per i successivi trent'anni di adesione e militanza nella campagna degli abolizionisti.
A tutt'oggi della sua copiosa attività giornalistica non ne esiste una raccolta completa.
Nel 1840 partecipò alla World Anti-Slavery Convention, un'assemblea per l'abolizione della schiavitù che si riunì per la prima volta all'Exeter Hall di Londra, dal 12 al 23 giugno 1840. Fu organizzata dalla British and Foreign Anti-Slavery Society, in gran parte su iniziativa del quacchero inglese Joseph Sturge. L'esclusione delle donne dalla convenzione diede un grande impulso al movimento per il suffragio femminile negli Stati Uniti.
Nei volumi di poesie pervenutici comunque è fortemente presente il tema dell'emancipazione dei neri e sono ben connotati gli usi e costumi popolari e religiosi del New England.
Dalle sue opere, soprattutto dai poemi Maud Muller e Barbara Frietchie sono stati tratti alcuni film all'epoca del muto.
Nel 1915 è stato intitolato un ghiacciaio dell'Alaska da cui trae origine anche il toponimo dell'omonima città nei suoi pressi.

## Opere principali

### Antologie
- Legends of New England (1831)
- Lays of My Home (1843)
- Voices of Freedom (1846)
- Songs of Labor (1850)
- The Chapel of the Hermits (1853)
- Home Ballads (1860)
- The Furnace Blast (1862)
- In War Time (1864)
- Snow-Bound (1866)
- The Tent on the Beach (1867)
- Among the Hills (1869)
- The Pennsylvania Pilgrim (1872)
- The Vision of Echard (1878)
- The King's Missive (1881)
- Saint Gregory's Guest (1886)
- At Sundown (1890)

### Prosa
- The Stranger in Lowell (1845)
- The Supernaturalism of New England (1847)
- Leaves from Margaret Smith's Journal (1849)
- Old Portraits and Modern Sketches (1850)
- Literary Recreations and Miscellanies (1854)

## Film tratti dalle opere di Whittier
- Barbara Fritchie: The Story of a Patriotic American Woman, regia di J. Stuart Blackton - dal poema Barbara Frietchie (1908)
- Barbara Frietchie, film del 1911 prodotto dalla Champion Film Company - dal poema Barbara Frietchie
- Barbara Frietchie, regia di Herbert Blaché - dal poema Barbara Frietchie (1915)
- Barbara Frietchie, regia di Lambert Hillyer - dal poema Barbara Frietchie (1924)
- Mogg Megone, an Indian Romance (1909)
- Maud Muller, regia di Tom Ricketts - dalla poesia Maud Muller (1909)
- Maud Muller, regia di Otis Turner - dalla poesia Maud Muller (1911)
- Barefoot Boy, regia di David Kirkland (1923)